# Habranthus medinae
Habranthus medinae är en amaryllisväxtart som beskrevs av L.O.Alvarado och García-mend. Habranthus medinae ingår i släktet Habranthus och familjen amaryllisväxter. Inga underarter finns listade i Catalogue of Life.